# فردریک هیو سایکس
فردریک هیو سایکس (انگلیسی: Frederick Sykes; ۲۳ ژوئیهٔ ۱۸۷۷ – ۳۰ سپتامبر ۱۹۵۴) فرد نظامی اهل بریتانیا بود. وی همچنین برندهٔ جوایزی همچون لژیون دونور (فرمانده) شده‌است.